# Pascuala Rosado
Pascuala Rosado Cornejo (Arequipa, 15 de abril de 1954-Huaycán, 6 de marzo de 1996) fue una activista y luchadora social peruana que se opuso al accionar del grupo terrorista Sendero Luminoso. La Comisión de la Verdad y Reconciliación, cuya labor fue principalmente la de elaborar un informe sobre la violencia armada en el Perú, la describe como una persona vigorosa, dinámica y con gran sentido social.
En 6 de marzo de 1996, fue asesinada en Huaycán, por un comando de aniquilamiento del grupo terrorista PCP-Sendero Luminoso. En momentos en que el Perú se encontraba sumido en un tenso conflicto interno, Pascuala Rosado asumió una posición clara contra la violencia, enfrentándose abiertamente a Sendero Luminoso e instando a la población de Huaycán para que se defendiera y rechazara las acciones del grupo subversivo. Rosado Cornejo, fue una de las primeras lideresas de la comunidad de Huaycán.

## Biografía
Pascuala Rosado Cornejo nació el 15 de abril de 1954, en el distrito de Cayma. En 1984 se muda con su familia al Asentamiento Humano de Huaycán, en las afueras de Lima. Los inicios de la comunidad fueron difíciles, ya que los pobladores tenían que vencer el aislamiento del lugar, la indiferencia de las autoridades, fue una mujer asombrosa y sobre todo la presencia de Sendero Luminoso que buscaba tomar el control, primero para formar un comité popular abierto, y, luego para crear bases de apoyo en las vías de acceso a Lima y cuando se lo propusieran, aislarla de los centros de producción de alimentos, combustibles, etc. 
La intensa actividad que Pascuala desplegó en diversos cargos de la comunidad, fue su carta de presentación para que el 6 de mayo de 1991, fuera elegida Secretaria General de la Comunidad Urbana Autogestionaria de Huaycán, el máximo cargo al que se podía aspirar. A diferencia de dirigentes de su generación, como María Elena Moyano, Pascuala no había pasado por las escuelas partidarias y su visión de la política se reducía al ámbito de Huaycán.
La labor de Pascuala generó importantes beneficios para la comunidad. Así, durante su gestión como Secretaria General de Huaycán, se construyó el Instituto de Educación Superior Tecnológico Público Huaycán y el Hospital Materno Infantil de Huaycán, se realizaron obras de agua, desagüe, instalaciones de luz eléctrica y se implementó el cuerpo de autodefensa para combatir la delincuencia.

## Rechazo a Sendero Luminoso
Pascuala se enfrentó abiertamente a la violencia de PCP-SL. Efectivamente, el 7 de mayo de 1991, apenas un día después de su elección, ella formuló declaraciones al diario "La República" contra el grupo subversivo.

"El propósito de los senderistas es atemorizar a la población, amedrentarlos con el fin de estar aquí e imponer sus ideas y sus métodos(...) Yo voy a combatir al terrorismo con otras armas. (...) El senderismo tiene su caldo de cultivo en la pobreza, en la gran desocupación existente, en la falta de trabajo. Nosotros creemos que si damos fuentes de trabajo a la población, ésta contará con recursos económicos y desaparecerá ese caldo de cultivo".
Declaraciones de la dirigente social Pascuala Rosado al diario La República, mayo de 1991

En  1993, migra a Chile por las amenazas de muerte de Sendero Luminoso. Regresa a Huaycán en 1995. El 6 de marzo de 1996 la asesinan de un disparo en la cabeza cuando se destinaba a realizar sus actividades diarias por la Avenida 15 de Julio. Antes del asesinato había recibido amenazas previas y pedido protección. Sin embargo, no solo fue asesinada, sino también despedazada utilizando una carga de dinamita con la finalidad de asustar a sus seguidores, como había sucedido con María Elena Moyano en 1992.

## Galería

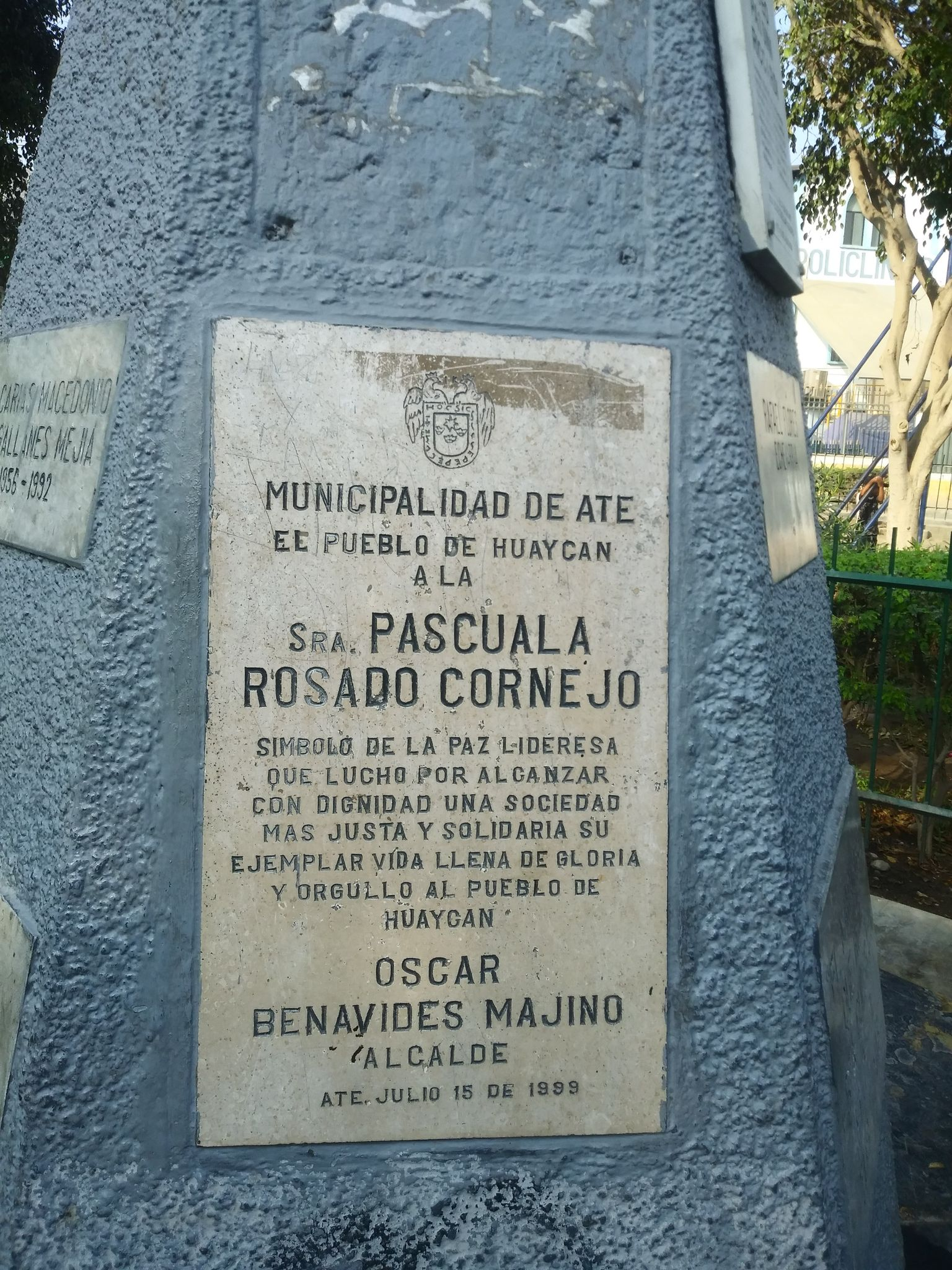
Placa de homenaje a Pascuala Rosado
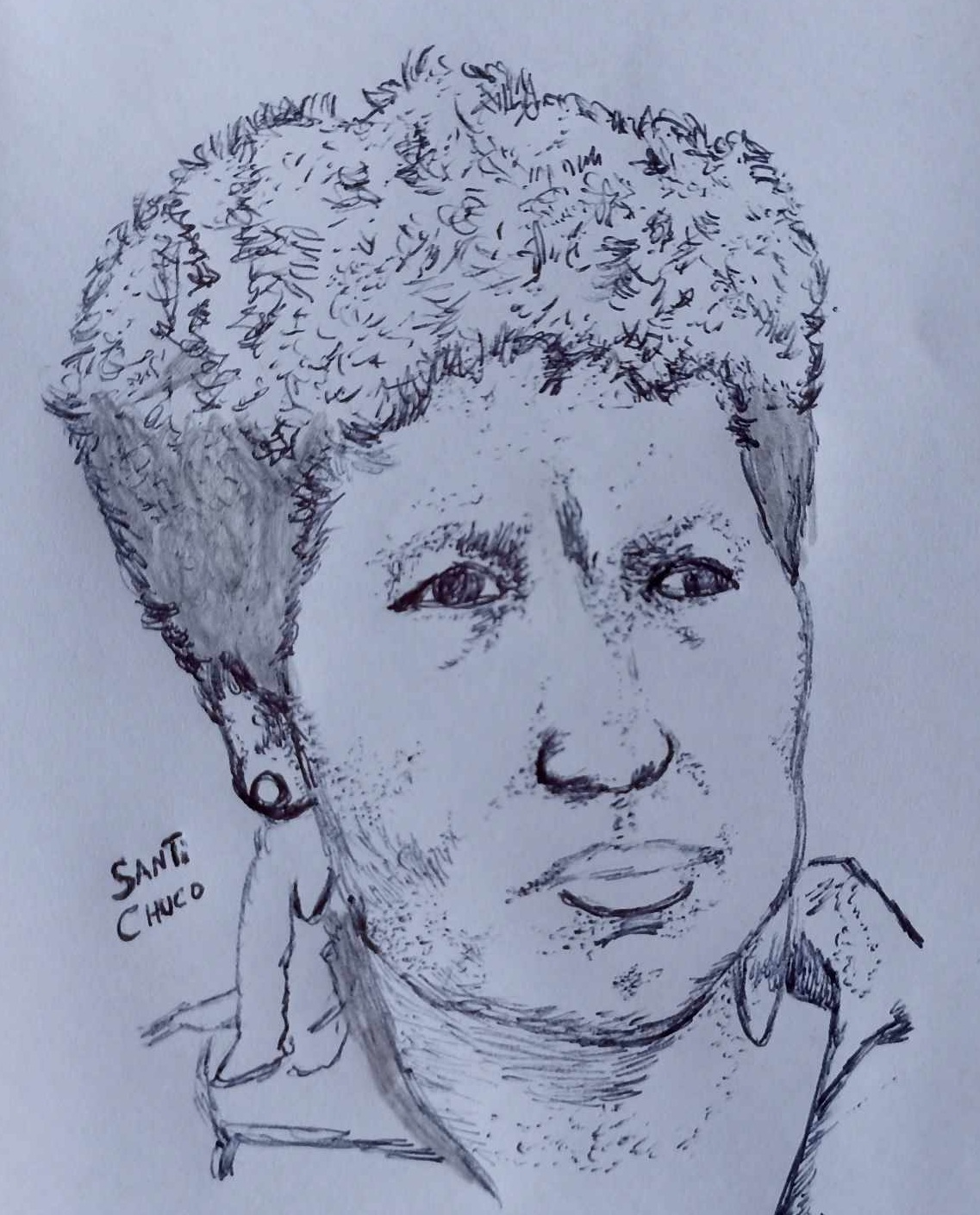
Pascuala Rosado en dibujo
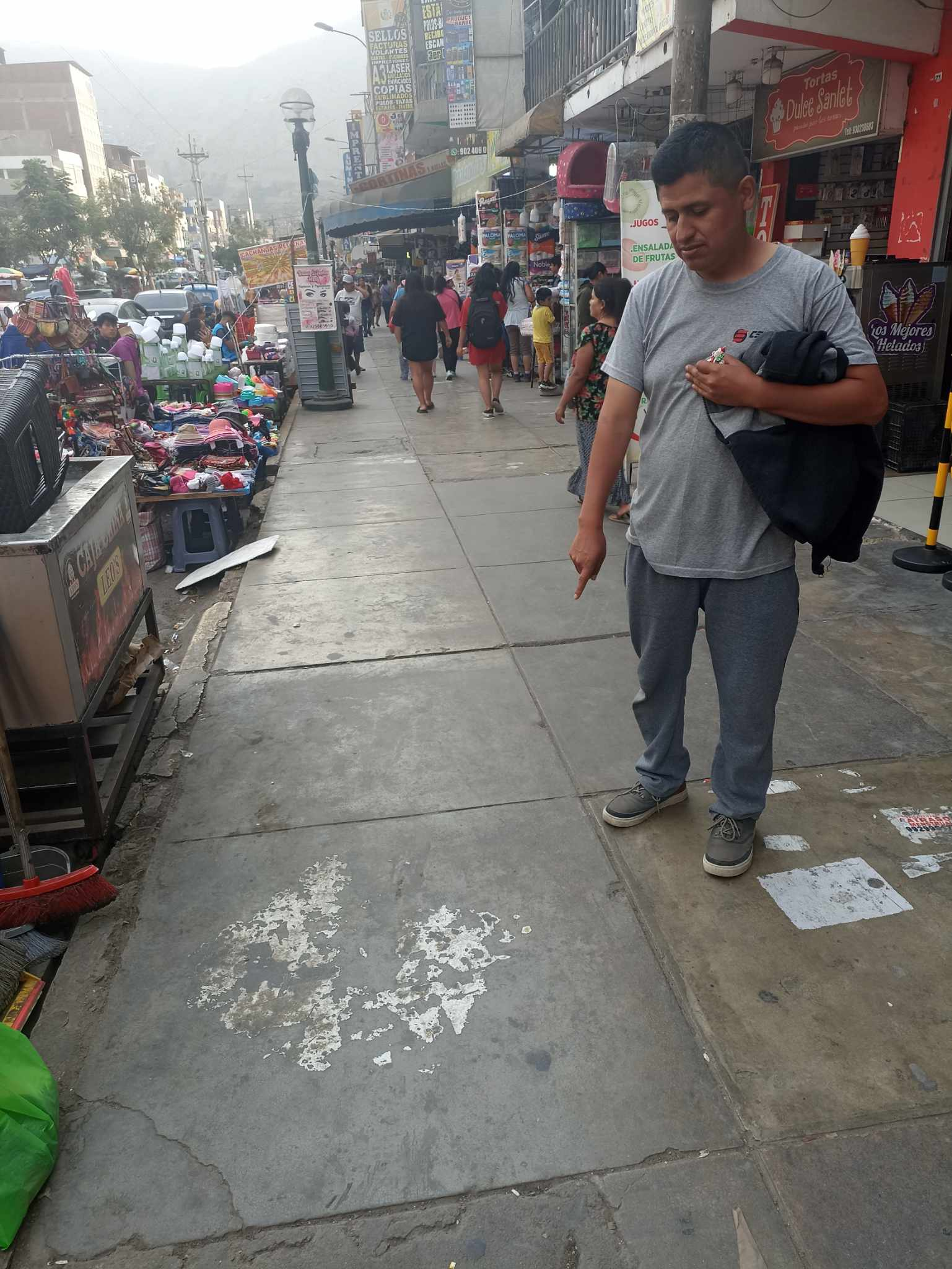
Lugar donde fue asesinada Pascuala, en la Av. 15 de julio, Huaycán